# Hannayvinkel
Inom klassisk mekanik är Hannayvinkeln en mekanisk analogi till den snurrande geometriska fasen (eller Berryfasen). Den namngavs efter John Hannay av Universitetet i Bristol i Storbritannien.

## Exempel
Foucaultpendeln är ett exempel från den klassiska mekaniken som ibland används för att illustrera Berryfasen.